# Cover Girl Strip Poker
Cover Girl Strip Poker è un videogioco di strip poker sviluppato e pubblicato nel 1991 per Amiga, Commodore 64, CDTV e MS-DOS dalla Emotional Pictures (della quale è l'unico gioco noto), una sussidiaria della compagnia danese InterActive Vision. Varie edizioni furono pubblicate da diversi altri editori, tra cui una (almeno per Amiga e C64) con il titolo Cover Girl Poker in copertina, sponsorizzata dalla rivista britannica Daily Sport. Una prevista versione per ZX Spectrum rimase inedita.
È caratterizzato dall'uso di fotografie digitalizzate di modelle di nudo già apparse su pagine importanti della stampa britannica, tra le quali Maria Whittaker e Katrine Michelsen.

## Modalità di gioco
Scopo del videogioco è battere un'avversaria, scelta fra otto modelle (ridotte a sei su Commodore 64), a poker tradizionale all'americana: mazzo da 52 carte completo, senza combinazione minima per aprire. Il giocatore e l'avversaria iniziano con una somma in dollari e se il giocatore riesce a sottrarle tutto il denaro, l'immagine dell'avversaria cambia con una più spinta e lei ricomincia con una nuova somma, finché all'ultimo stadio si ritroverà nuda.
Possono partecipare anche due o tre giocatori, che giocano mani separate a turno, ciascuno solamente contro l'avversaria.
La schermata durante la partita mostra l'immagine digitalizzata statica dell'avversaria, con un sottofondo musicale, le carte distribuite sulla destra (in basso su Commodore 64), e l'interfaccia a menù di testo in basso, a comparsa quando necessaria.
Gli importi delle puntate vanno digitati da tastiera.
Il gioco uscì in varie lingue tra cui l'italiano. Nella versione MS-DOS sono udibili anche commenti parlati.
C'è un'opzione per ingrandire varie parti dell'immagine della donna, ma sgranandola.
A differenza di molti giochi simili Cover Girl Strip Poker mostra delle brevi sequenze animate fra un'immagine e l'altra delle fasi di spogliarello delle avversarie, benché presenti per solo quattro delle otto protagoniste. Sono in bianco e nero e mostrate in una schermata a parte come fossero proiettate in un cinema. In realtà non si tratta di veri filmati, ma di una serie di immagini statiche in sequenza.
Solo nelle versioni su CD-ROM (CDTV e riedizione successiva per MS-DOS) vennero aggiunti veri filmati.
Le avversarie disponibili sono, in ordine alfabetico:
- Signe Andersen (assente su Commodore 64[7])
- Sofia Bratlund (assente su Commodore 64)
- Ginny Champ (meglio nota come Minnie Champ)
- Donna Ewin
- Amanda Godden
- Jane (non meglio identificata)
- Trine Michelsen
- Maria Whittaker

Nella versione per il Commodore 64, computer di più vecchia generazione, le immagini digitalizzate sono piuttosto piccole e in bianco e nero. Mancano inoltre alcune caratteristiche: gli intermezzi di spogliarello, gli ingrandimenti, il multigiocatore.

## Accoglienza
Cover Girl Strip Poker fu accolto mediamente male dalla critica europea, in tutte le versioni, e alcune riviste arrivarono a dare giudizi estremamente bassi, spesso a causa della scarsa abilità di gioco delle avversarie e della bassa qualità delle digitalizzazioni. Tra queste ad esempio Amiga Power (voto Amiga 6%), CU Amiga (CDTV 13%), Zzap!64 (C64 13%), Power Play (MS-DOS 24%).
Le testate che diedero giudizi sopra la sufficienza sono in minoranza, e i giudizi molto buoni furono rari; tra questi The Games Machine (Amiga e MS-DOS 83%), Joystick (Amiga 80%) e decisamente fuori dal coro Videogame & Computer World (MS-DOS 97,3%), che apprezzò ai massimi livelli grafica, accompagnamento sonoro e giocabilità.